# Empire State – Die Straßen von New York
Empire State – Die Straßen von New York (Originaltitel: Empire State) ist ein US-amerikanisches Heist-Movie, das die wahre Geschichte des bis dato größten Diebstahls der US-Geschichte erzählt. In den Hauptrollen spielen Liam Hemsworth, Michael Angarano und Dwayne Johnson.

## Handlung
Die Handlung spielt in den 1980er Jahren. Chris und Eddie schlagen sich mit Gelegenheitsjobs durch. Eddie ist ein Kleinkrimineller, Chris will auf die Polizeischule, wird aber wegen einer Vorstrafe nicht angenommen. Er heuert stattdessen bei einem Geldtransport-Unternehmen an, dessen Auftraggeber krumme Geschäfte machen. Das Geldlager ist nur rudimentär geschützt. Nachts liegen dort bis zur Abholung am nächsten Tag geschätzte 25 Millionen US-Dollar; genau weiß das aber niemand, da sich auch die Fahrer gerne mal etwas mitnehmen.
Zunächst arbeitet Chris dort als bewaffneter Beifahrer auf einem Geldtransporter, der von seinem Kollegen Tony gefahren wird. Als Tony bei einem Überfall auf der Straße von Gangstern erschossen wird, schieben die Arbeitgeber Chris die Schuld zu und degradieren ihn zum Nachtwächter im Innendienst. Nachdem Chris eine einzelne Geldtasche aus dem Lager entwendet und einen Teil der Beute der Familie des erschossenen Tony zukommen lässt, will Eddie zusammen mit ihm das gesamte Lager ausrauben. Chris lehnt ab, aber da Donnerstagabend außer Chris kein anderer Wachmann im Dienst ist, bricht Eddie doch ein. Chris lässt sich überreden und öffnet das Lager. Eddie schlägt seinen Freund aus Alibi-Zwecken bewusstlos und flüchtet mit elf Millionen Dollar.
Die Polizei versucht, dem auf den Grund zu gehen. Der ermittelnde Cop Ransome hat Zweifel an Chris’ Geschichte und beäugt ihn misstrauisch. Da dieser sich später mit Eddie trifft, kommt er an diesen heran. Der macht weiterhin krumme Geschäfte und ist daher ein neues Ziel der Polizei. Ransome entdeckt im Spind einer Kneipe, in der Eddie arbeitet, einen Plan des Lagers, den Chris zur Aufklärung für Eddie gezeichnet hat. Als Ransome Chris vernimmt und ihm dessen Aussage sehr unrealistisch erscheint, sieht er eine Verbindung zum Raubüberfall. Da Eddie derweil bei einem Drogendeal übers Ohr gehauen wurde, hat er kein Geld mehr und bedroht Chris mit einer Waffe, weil dieser ihm kein Geld geben will. Zu diesem Streit stößt Chris’ Vater Tommy hinzu und schießt auf Eddie. Kurz darauf erscheint Ransome mit polizeilicher Unterstützung und nimmt die drei fest.

## Synchronisation
| Darsteller                | Charakter         | dt. Synchronsprecher |
| ------------------------- | ----------------- | -------------------- |
| Liam Hemsworth            | Chris Potamitis   | Leonhard Mahlich     |
| Michael Angarano          | Eddie Papastratos | David Turba          |
| Dwayne „The Rock“ Johnson | James Ransome     | Ingo Albrecht        |
| Emma Roberts              | Nancy Michaelides | Marieke Oeffinger    |
| Paul Ben-Victor           | Tommy Potamitis   | Gudo Hoegel          |
| Sharon Angela             | Dina              | Dana Geissler        |
| Chris Diamantopoulos      | Spiro Stavrakis   | Stefan Günther       |
| Jerry Ferrara             | Jimmy             | Paul Sedlmeir        |
| Michael Rispoli           | Tony              | Claus Brockmeyer     |

## Hintergrund
Der Film beruht auf wahren Ereignissen. Christos Potamitis wurde verurteilt und kam 1991 wieder frei. Bis heute hat Potamitis keine Aussage über den Verbleib des Geldes gemacht. In der fiktiven Filmversion ist es in der Statue im Garten versteckt, die im Abspann noch einmal gezeigt wird.
In den USA wurde Empire State von der Grindstone Entertainment Group, einer Tochterfirma von Lionsgate, veröffentlicht.

## Kritik
Der US-Filmkritiker Joe Belcastro meint, der Film sei packend und könne mit Produktionen wie Bulletproof Gangster mithalten, reiche aber nicht an genreverwandte Klassiker wie Goodfellas oder Donnie Brasco heran.

## Verweise
- Empire State – Die Straßen von New York bei IMDb